# 탤론 (데이터베이스)
탤론은 2001년 911 테러 이후 미국 공군이 관리하던 테러 용의자 감시 목록이다.
2002년 미국 국방부 폴 월포위츠 차관이 지시하여 만들었다. 반전운동에 가입했던 이들도 추적했다.
국방부 탤론은 평화 운동을 하는 이들도 감시한다는 비판을 받아, 2007년 폐기되었으며, 법무부의 가디언 (데이터베이스)로 관련 업무를 이전하였다.

## 같이 보기
- 시민 자유
- 미국 애국자법